# Annulateur (algèbre linéaire)
Ne doit pas être confondu avec Annulateur (théorie des modules).
En mathématiques et plus particulièrement en algèbre linéaire, l'annulateur peut être vu comme l'orthogonal d'un espace vectoriel dans son dual pour l'appariement dual canonique (encore appelé crochet de dualité). Il s'agit donc d'un cas particulier de la notion d'orthogonal.

## Définition
Soit {\displaystyle E} un espace vectoriel sur un corps commutatif {\displaystyle \mathbb {K} } et notons {\displaystyle E^{*}} son dual algébrique. Soit {\displaystyle A\subset E} un sous-ensemble quelconque de {\displaystyle E} et {\displaystyle B\subset E^{*}} un sous-ensemble quelconque de {\displaystyle E^{*}}. On définit alors l'annulateur à droite {\displaystyle A^{o}} et l'annulateur à gauche {\displaystyle ^{o}B} de la manière suivante :
- {\displaystyle A^{o}:=\{l\in E^{*}\,|\,\forall x\in A,~l(x)=0\}},
- {\displaystyle ^{o}B:=\{x\in E\,|\,\forall l\in B,~l(x)=0\}}.

À noter que {\displaystyle A} et {\displaystyle B} n'ont pas besoin d'être des sous-espaces vectoriels dans cette définition.

## Propriétés
Soit {\displaystyle E} un espace vectoriel, {\displaystyle A\subset E} et {\displaystyle B\subset E^{*}}.
- {\displaystyle A^{o}} est un sous-espace vectoriel de {\displaystyle E^{*}},
- {\displaystyle ^{o}B} est un sous-espace vectoriel de {\displaystyle E},
- {\displaystyle A^{o}=(Vect(A))^{o}}, où {\displaystyle Vect(A)} est le plus petit sous-espace vectoriel de {\displaystyle E} contenant {\displaystyle A},
- {\displaystyle ^{o}B={}^{o}(Vect(B))}, où {\displaystyle Vect(B)} est le plus petit sous-espace vectoriel de {\displaystyle E^{*}} contenant {\displaystyle B},
- {\displaystyle ^{o}(A^{o})=Vect(A)},
- {\displaystyle (^{o}B)^{o}\supset Vect(B)} avec égalité si {\displaystyle B} est fini.

Soit {\displaystyle A_{1},A_{2}\subset E} et {\displaystyle B_{1},B_{2}\subset E^{*}}.
- Si {\displaystyle A_{1}\subset A_{2}} alors {\displaystyle A_{2}^{o}\subset A_{1}^{o}},
- Si {\displaystyle B_{1}\subset B_{2}} alors {\displaystyle ^{o}B_{2}\subset {}^{o}B_{1}},
- {\displaystyle (A_{1}+A_{2})^{o}=A_{1}^{o}\cap A_{2}^{o}},
- {\displaystyle ^{o}(B_{1}+B_{2})={}^{o}B_{1}\cap {}^{o}B_{2}}.

Si {\displaystyle E} est de dimension finie et que {\displaystyle A} et {\displaystyle B} sont des sous-espaces vectoriels alors
- {\displaystyle \dim(A)+\dim(A^{o})=\dim(E)},
- {\displaystyle \dim(B)+\dim(^{o}B)=\dim(E)}.

Ces propriétés permettent de démontrer qu'un sous-espace de dimension p peut s'écrire comme l'intersection de n-p hyperplans, où n est la dimension de l'espace entier.